# Hamza Kabdani
Hamza Kabdani –en árabe, حمزة كبداني– (nacido el 20 de abril de 2000) es un deportista marroquí que compite en judo. Ganó una medalla de plata en los Juegos Panafricanos de 2019 en la categoría de –81 kg.

## Palmarés internacional
| Juegos Panafricanos | Juegos Panafricanos | Juegos Panafricanos | Juegos Panafricanos |
| Año                 | Lugar               | Medalla             | Categoría           |
| ------------------- | ------------------- | ------------------- | ------------------- |
| 2019                | Rabat (Marruecos)   | Medalla de plata    | –81 kg              |